# Ángela Ponce
Ángela Maria Ponce Camacho (sinh ngày 18 tháng 1 năm 1991) là người mẫu và người đẹp người Tây Ban Nha đã chiến thắng cuộc thi Hoa hậu Hoàn vũ Tây Ban Nha 2018. Cô đã làm nên lịch sử với tư cách là người phụ nữ chuyển giới đầu tiên đăng quang Hoa hậu Tây Ban Nha và là đại diện cho đất nước của mình tại Hoa hậu Hoàn vũ 2018 với tư cách là thí sinh chuyển giới công khai đầu tiên cạnh tranh cho danh hiệu này.

## Tiểu sử
Ponce là thành viên của một tổ chức phi chính phủ của Tây Ban Nha, Tổ chức Daniela, hoạt động nhằm xóa bỏ những tổn thương tâm lý mà người chuyển giới có thể gặp phải.

## Sự nghiệp
Ponce tham gia và giành chiến thắng cuộc thi Hoa hậu Thế giới Cadiz 2015. Kể từ khi giành được danh hiệu đó, cô đã đại diện cho Cadiz tại Hoa hậu Thế giới Tây Ban Nha 2015 và đã bị loại.
Vào ngày 29 tháng 6 năm 2018, Ponce tham gia cuộc thi Hoa hậu Hoàn vũ Tây Ban Nha 2018 và trở thành người phụ nữ chuyển giới công khai đầu tiên đăng quang cuộc thi. Sau khi chiến thắng, cô đã đại diện cho Tây Ban Nha tại vòng chung kết Hoa hậu Hoàn vũ 2018 ở Băng Cốc, Thái Lan. Tuy nhiên, cô không lọt vào Top 20 của cuộc thi.